# Lửa

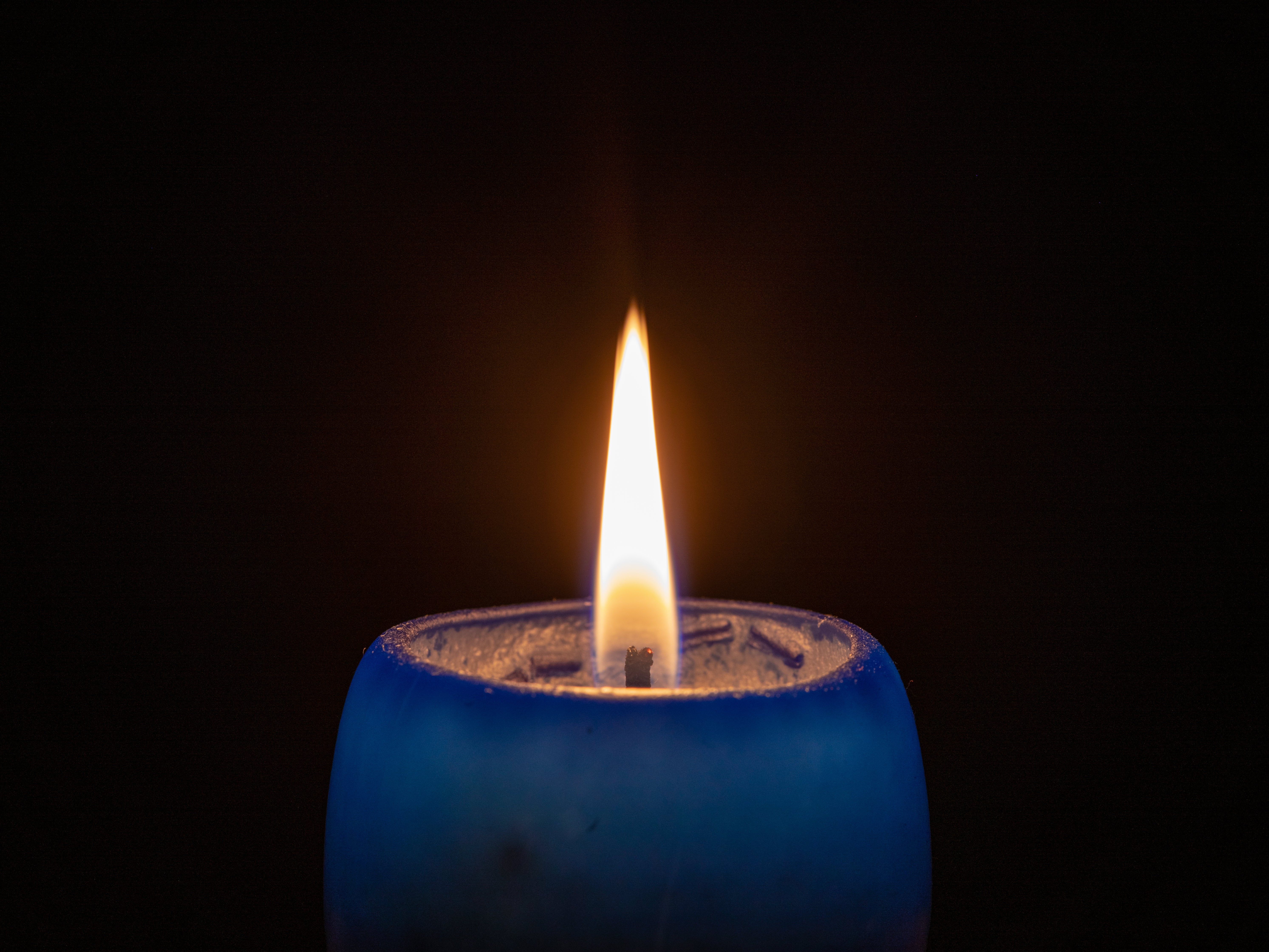
Lửa từ một ngọn nến

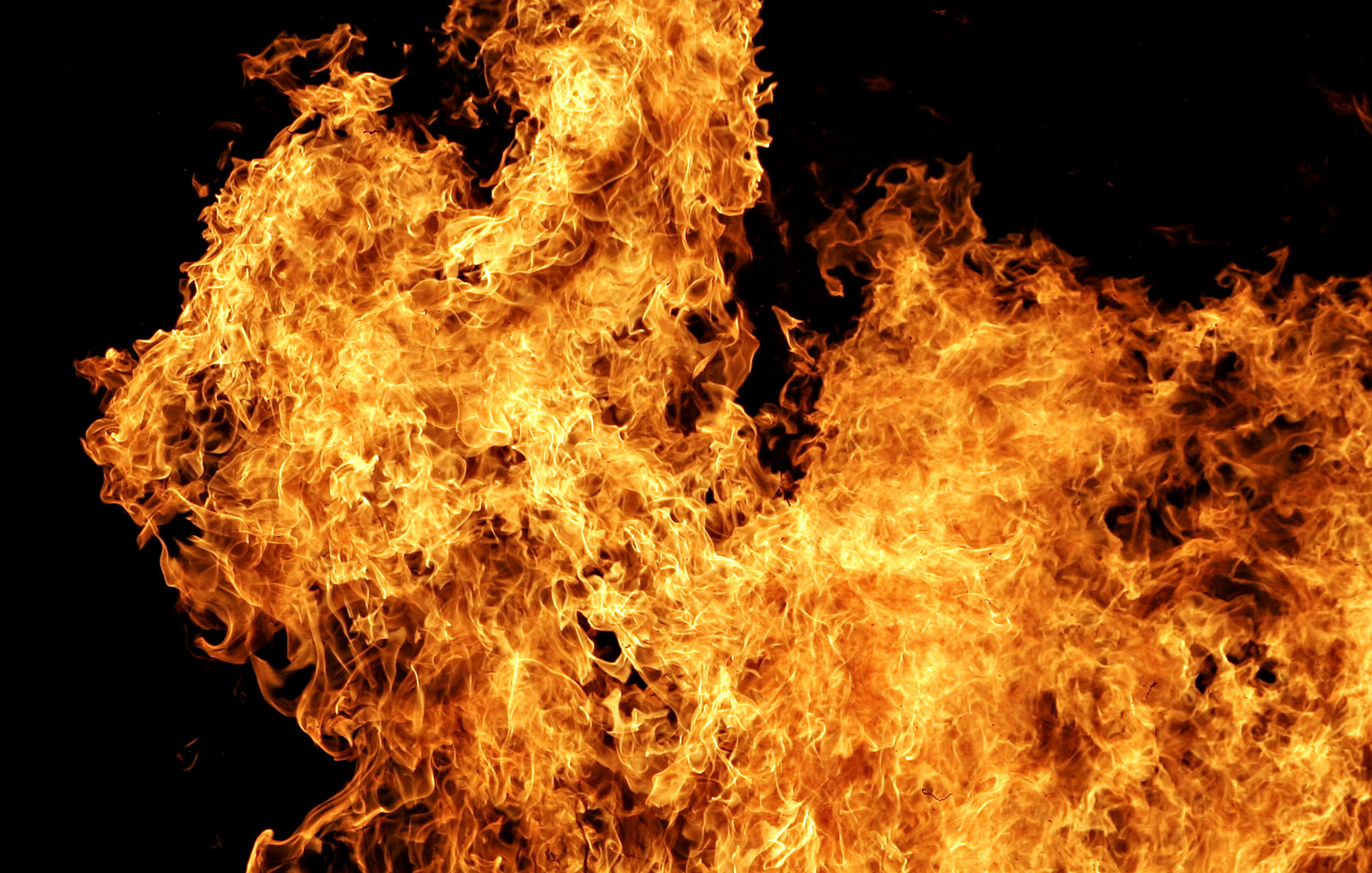
Lửa.

Thổ dân mài lấy lửa.

Lửa là quá trình oxy hóa khử nhanh chóng của một vật liệu trong phản ứng cháy, giải phóng ra nhiệt, ánh sáng, và các sản phẩm phản ứng khác; trong đó các chất kết hợp với oxy từ không khí thường phát ra ánh sáng, nhiệt và khói. Các quá trình oxy hóa chậm hơn không được bao gồm trong định nghĩa này.
Lửa rất nóng do sự chuyển đổi từ liên kết đôi yếu của nguyên tử oxy thành các liên kết mạnh hơn là carbon dioxide và nước, giải phóng ra năng lượng (418 kJ mỗi 32 g oxy); năng lượng từ liên kết phân tử của nhiên liệu cho sự cháy chỉ chiếm một phần nhỏ ở đây. Tại một điểm trong phản ứng cháy, gọi là điểm bắt lửa, ánh lửa sẽ xuất hiện. Ánh lửa (flame) là một phần biểu hiện thấy được (phát ra ánh sáng) của sự cháy. Ánh lửa có thành phần chính là carbon dioxide, hơi nước, oxy và nitơ. Nếu đủ nóng, các chất khí có thể bị ion hóa và tạo ra plasma. Tùy thuộc vào các chất được đốt và các tạp chất mà màu sắc và nhiệt độ của lửa sẽ khác nhau.
Để tạo ra lửa, phải cần và đủ 3 yếu tố, đó là: chất cháy, oxy và nguồn nhiệt. Thiếu một trong các yếu tố trên hoặc các yếu tố trên không đủ thì sự cháy sẽ không xảy ra. Mỗi chất khác nhau có nhiệt độ bốc cháy khác nhau.
Tác động tích cực của lửa bao gồm kích thích sinh trưởng và duy trì các hệ sinh thái khác nhau. Lửa được con người sử dụng để nấu ăn, tạo ra nhiệt, ánh sáng, tín hiệu, và lực đẩy. Tác động tiêu cực của lửa bao gồm làm ô nhiễm nước và không khí, làm xói mòn đất, và là mối nguy hại cho con người, động vật và tài sản.

## Tính chất của lửa

### Phản ứng cháy

Tam giác lửa

Lửa (Cháy) bắt đầu khi một chất dễ bắt lửa và/hoặc vật liệu dễ cháy, kết hợp với một lượng đầy đủ một chất oxy hóa như khí oxy hoặc một hợp chất giàu oxy (mặc dù có chất oxy hóa mà không có oxy), được tiếp xúc với một nguồn nhiệt hoặc môi trường xung quanh có nhiệt độ trên điểm bắt lửa của nhiên liệu hoặc hỗn hợp chất oxy hóa. Điều kiện tiếp theo là quá trình oxy hóa phải có thể duy trì tốc độ của phản ứng nhanh chóng đến mức để tạo ra một phản ứng dây chuyền. Ba điều kiện này thường được gọi là tam giác lửa. Lửa không thể tồn tại mà không có tất cả các yếu tố trên theo đúng tỷ lệ. Ví dụ, một chất lỏng dễ cháy sẽ bắt đầu cháy chỉ khi nhiên liệu và oxy kết hợp theo đúng tỷ lệ. Một số hỗn hợp giữa nhiên liệu và oxy có thể cần một chất xúc tác, không tham gia vào phản ứng cháy, nhưng cho phép các chất phản ứng để đốt cháy dễ dàng hơn.
Khi đốt cháy, một phản ứng dây chuyền phải diễn ra theo đó ngọn lửa có thể duy trì nhiệt của chính nó bằng cách phát nhiệt trong quá trình cháy và có thể tiếp tục cháy, với điều kiện có một nguồn cung cấp liên tục của các chất oxy hóa và nhiên liệu.
Nếu chất oxy hóa là oxy từ không khí xung quanh, do có lực hấp dẫn, hoặc do một số lực tương tự gây ra bởi gia tốc là cần thiết để tạo ra đối lưu. Đối lưu loại bỏ tro than và mang nguồn cung cấp oxy mới vào ngọn lửa để lửa tiếp tục cháy. Nếu không có lực hấp dẫn, một đám cháy nhanh chóng bị dập tắt vì nó sẽ bị các tro than và khí không bắt cháy trong không khí bao vây. Vì thế nên nguy cơ cháy trong một tàu vũ trụ là nhỏ khi nó quay quanh quỹ đạo do quán tính. Tất nhiên, điều này không áp dụng nếu oxy được cung cấp cho ngọn lửa bởi một số quy trình khác với đối lưu nhiệt.
Lửa có thể được dập tắt bằng cách loại bỏ 1 trong 4 yếu tố của tam giác lửa. Hãy chọn một ngọn lửa khí đốt tự nhiên, chẳng hạn như từ một bếp ga. Ngọn lửa có thể được dập tắt bằng các cách sau đây:
- Tắt nguồn cung cấp khí đốt, tức là loại bỏ nguồn nhiên liệu;
- Bao bọc ngọn lửa hoàn toàn. Điều này dập tắt lửa vì quá trình đốt cháy vừa tiêu hủy chất oxy hóa có sẵn (oxy trong không khí) vừa tạo ra khí CO2 không cháy bao vây ngọn lửa;
- Xịt nước. Nước làm hạ nhiệt ngọn lửa nhanh hơn so với tốc độ tăng nhiệt của ngọn lửa (tương tự, thổi mạnh vào lửa sẽ đẩy sức nóng của khí đốt cách xa nguồn nhiên liệu của nó);
- Xịt một hóa chất chống cháy như Halon vào ngọn lửa. Chất này làm giảm tốc độ của các phản ứng hóa học làm ngừng phản ứng dây chuyền.

Ngược lại, ngọn lửa được tăng cường bằng cách tăng tốc độ tổng thể của quá trình cháy. Phương pháp để làm điều này bao gồm: cân bằng đầu vào của nhiên liệu và chất oxy hóa để duy trì tỷ lệ cân bằng hóa học của các chất phản ứng, tăng nhiên liệu và chất oxy hóa theo tỷ lệ trên, tăng nhiệt độ môi trường xung quanh để nhiệt độ ngọn lửa có thể duy trì quá trình cháy tốt hơn, hoặc cung cấp một chất xúc tác để tạo phản ứng.

### Ngọn lửa

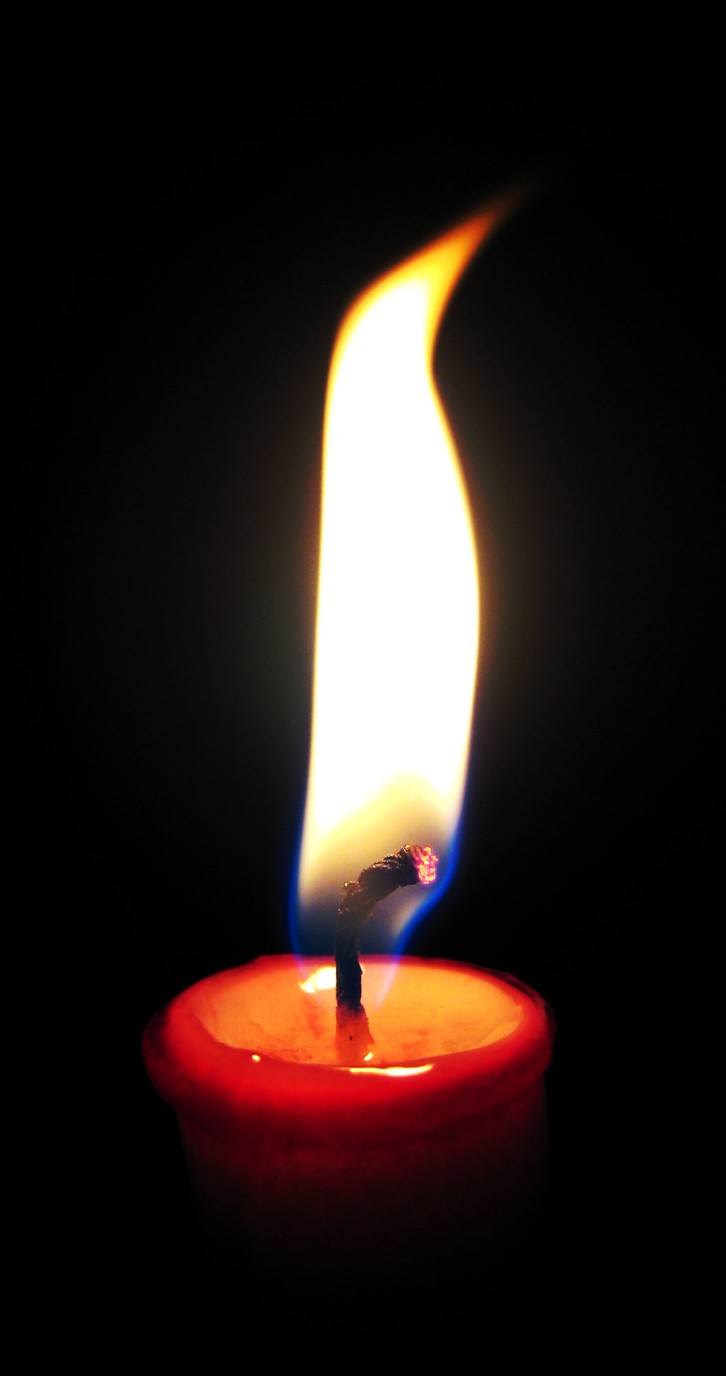
Ngọn lửa nến.

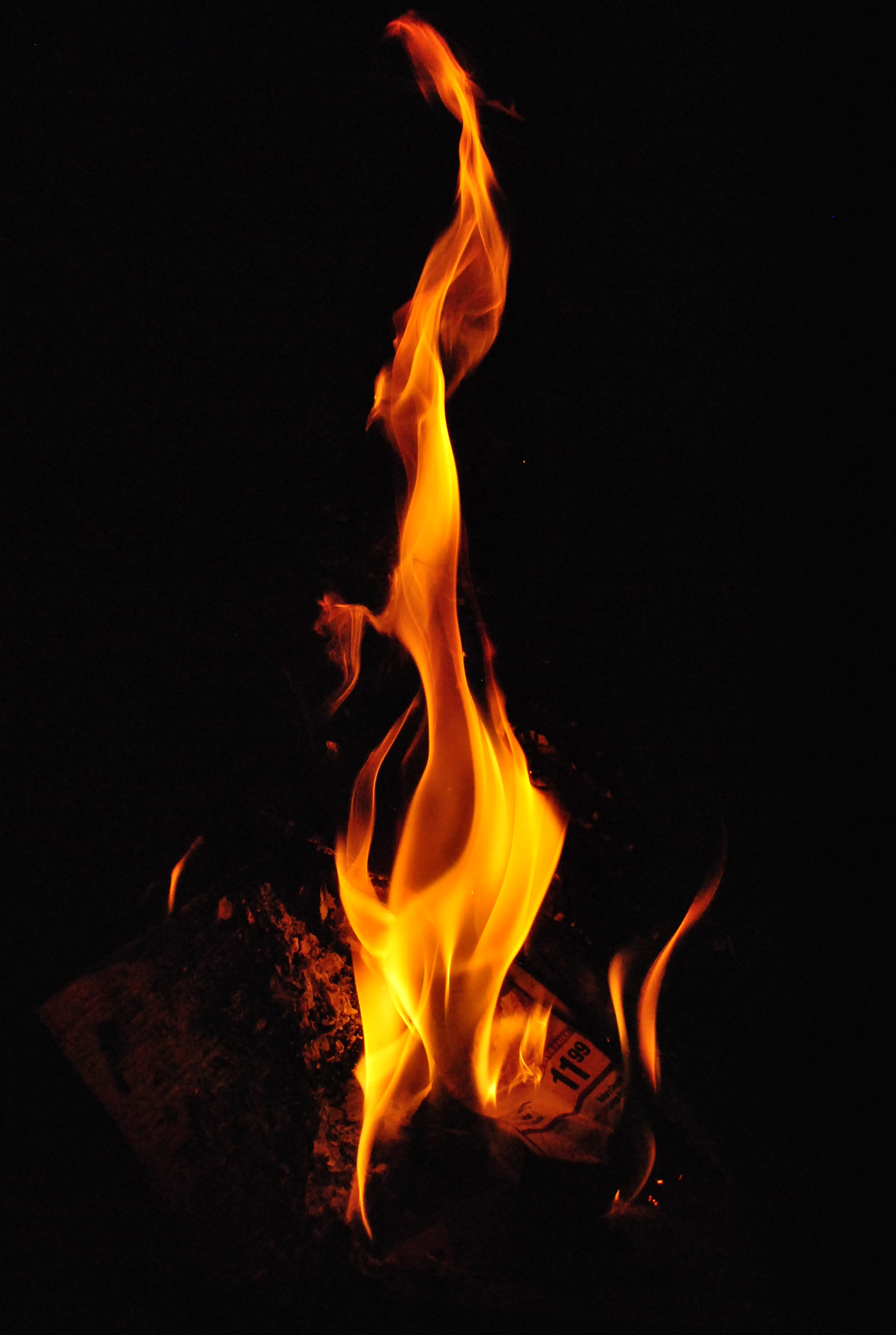
Hình ảnh của một ngọn lửa chụp với tốc độ mở ống kính 1/4000 giây.

Một ngọn lửa là một hỗn hợp khí phản ứng và chất rắn, phát ra tia hồng ngoại, và đôi khi tia cực tím có thể nhìn thấy được. Quang phổ của ngọn lửa phụ thuộc vào thành phần hóa học của vật liệu cháy và các sản phẩm phản ứng trung gian. Trong nhiều trường hợp, chẳng hạn như việc đốt chất hữu cơ, ví dụ gỗ, hoặc quá trình đốt khí cháy không hết, các hạt rắn được gọi là bồ hóng đã tạo ra màu đỏ-da cam quen thuộc của ngọn lửa. Ánh sáng này có một quang phổ liên tục. Đốt cháy hoàn toàn khí ga tạo ra ngọn lửa có màu xanh mờ do sự phát bức xạ đơn bước sóng do quá trình chuyển đổi điện tử khác nhau trong các phân tử bị kích thích hình thành trong ngọn lửa. Thường là các phân tử oxy, nhưng hydro đốt trong clo cũng tạo ra một ngọn lửa, tạo thành hydro chloride (HCl). Các phản ứng cháy khác có thể tạo ra ngọn lửa, ví dụ như flo và hydro và hydrazine và nitơ tetroxit.
Ánh sáng của một ngọn lửa rất phức tạp. Bức xạ vật đen được phát ra từ các hạt bụi than, khí đốt, hoặc nhiên liệu, mặc dù các hạt bồ hóng quá nhỏ để được coi là các vật đen hoàn hảo. Ngoài ra còn có phát xạ photon do các nguyên tử và phân tử trong ngọn lửa hết bị kích thích. Hầu hết các bức xạ được phát ra trong dải quang phổ có thể nhìn thấy và hồng ngoại. Màu sắc phụ thuộc vào nhiệt độ của bức xạ vật đen, và màu của quang phổ phụ thuộc vào thành phần hóa học. Màu sắc chủ đạo trong ngọn lửa thay đổi theo nhiệt độ. Hình ảnh của cháy rừng ở Canada là một ví dụ tuyệt vời của sự thay đổi này. Gần mặt đất, nơi mà hầu hết phản ứng cháy xảy ra, ngọn lửa là màu trắng-màu sắc nóng nhất có thể cho các chất hữu cơ nói chung, hoặc màu vàng. Trên khu vực màu vàng, màu sắc chuyển sang màu cam, với nhiệt độ thấp hơn, sau đó màu đỏ, với nhiệt độ thấp hơn nữa. Trên khu vực màu đỏ, phản ứng cháy không còn xảy ra, và các hạt carbon chưa bị cháy hết tạo ra khói/muội than màu đen.
Sự phân bố chung của một ngọn lửa trong điều kiện trọng lực bình thường phụ thuộc vào sự đối lưu, thông thường khiến bồ hóng chưa kịp cháy có xu hướng bay lên trên, chẳng hạn như một ngọn nến trong điều kiện trọng lực bình thường, làm cho ngọn lửa có màu vàng. Ở trong môi trường mà trọng lực rất nhỏ hoặc bằng 0, như trong không gian vũ trụ, đối lưu không còn xảy ra, ngọn lửa sẽ có dạng hình cầu, có xu hướng trở thành màu xanh hơn và phản ứng cháy tỏ ra hiệu quả hơn (mặc dù nó có thể bị tắt nếu không được di chuyển đều đặn, còn CO2 thải ra từ quá trình đốt cháy không phân tán dễ dàng trong môi trường không trọng lực, nên nó bao vây ngọn lửa và có thể dập tắt phản ứng cháy). Có nhiều lý giải cho sự khác biệt này, trong đó nhiều khả năng là nhiệt độ được phân phối đồng đều đến mức mà muội than do nhiên liệu cháy không hết đã không hình thành và quá trình đốt cháy xảy ra hoàn toàn. Các thí nghiệm của NASA cho thấy ngọn lửa khuếch tán trong môi trường trọng lực thấp cho phép muội than hoàn toàn bị oxy hóa sạch sẽ khi bị đốt cháy. Nó khác với ngọn lửa khuếch tán trên Trái Đất, vì một loạt các cơ chế khác nhau trong môi trường lực hấp dẫn thấp khi so sánh với điều kiện trọng lực bình thường. Những khám phá này có những ứng dụng tiềm năng trong khoa học ứng dụng và công nghiệp, đặc biệt là liên quan đến tính hiệu quả khi sử dụng nhiên liệu.
Trong động cơ đốt trong, người ta dùng các biện pháp khác nhau để loại trừ phản ứng cháy khi động cơ đang ở chu kỳ khác, chống kích nổ. Phương pháp này phụ thuộc chủ yếu vào đặc thù của nhiên liệu là dầu, gỗ, hay một nhiên liệu năng lượng cao như nhiên liệu máy bay phản lực.

### Nhiệt

#### Màu sắc của ngọn lửa theo nhiệt độ
- Đỏ
  - Vẫn có thể nhìn thấy: 525 °C (980 °F)
  - Tối: 700 °C (1.300 °F)
  - Đỏ tối: 800 °C (1.500 °F)
  - Đỏ vừa: 900 °C (1.700 °F)
  - Đỏ sáng: 1.000 °C (1.800 °F)
- Cam
  - Sậm: 1.100 °C (2.000 °F)
  - Sáng: 1.200 °C (2.200 °F)
- Trắng
  - Hơi trắng: 1.300 °C (2.400 °F)
  - Sáng: 1.400 °C (2.600 °F)
  - Sáng lóa: 1.500 °C (2.700 °F)

## Hóa thạch
Hóa thạch cháy được phát hiện đầu tiên với sự có mặt của hệ thực vật trên cạn vào kỷ Ordovic giữa, 470 triệu năm trước, cho phép sự tích tụ oxy trong khí quyển như chưa từng có trước đó, khi các đám cây mới bơm nó ra ngoài ở dạng chất thải. Khi hàm lượng này vượt trên 13%, nó có thể tạo ra các đám cháy rừng. Cháy rừng được ghi nhận trong các hóa thạch Silur muộn, 420 triệu năm trước, từ các hóa thạch của thực vật tạo than. Ngoài một khoảng trống gây tranh cãi trong kỷ Devon muộn, than được bảo tồn như chưa bao giờ có trước đó. Mức độ oxy trong khí quyển có liên quan chặt chẽ với tỉ lệ than: oxy rõ ràng là yếu tố chính gây ra cháy rừng rất nhiều. Đám cháy cũng có thể bùng phát khi cỏ phát tán mạnh và trở thành thành phần chủ yếu của nhiều hệ sinh thái vào khoảng 6  -  7 triệu năm về trước; vật liệu mồi lửa này tạo các đám cháy khô làm cho lửa lan rộng nhanh chóng. Những đám cháy lan rộng có thể bắt đầu một quá trình phản hồi tích cực, nhờ đó mà chúng đã tạo ra một khí hậu ấm áp hơn, khô hơn và dễ cháy hơn.

## Kiểm soát lửa của con người

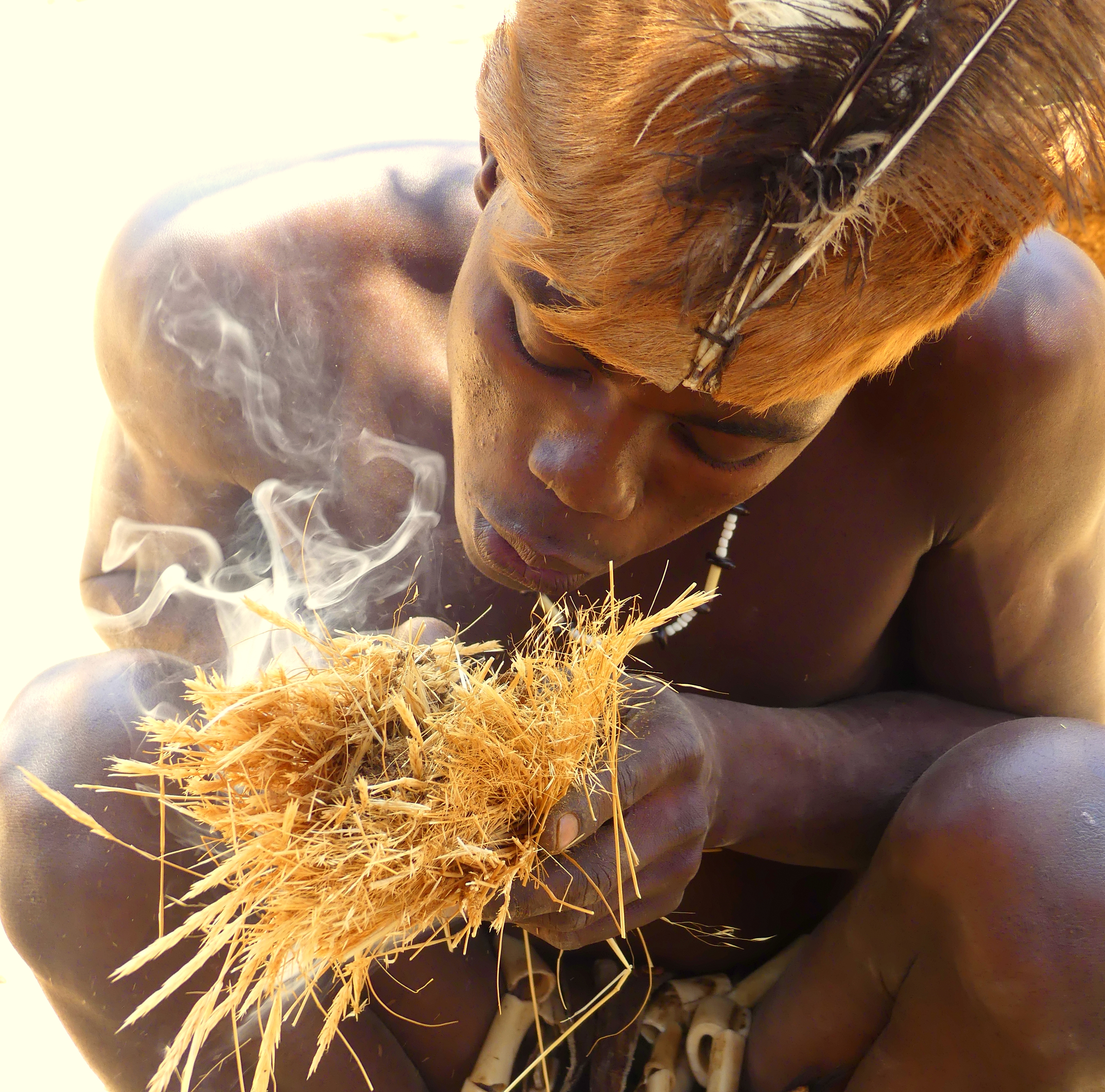
Thổ dân dùng cỏ khô tạo lửa ở Namibia.

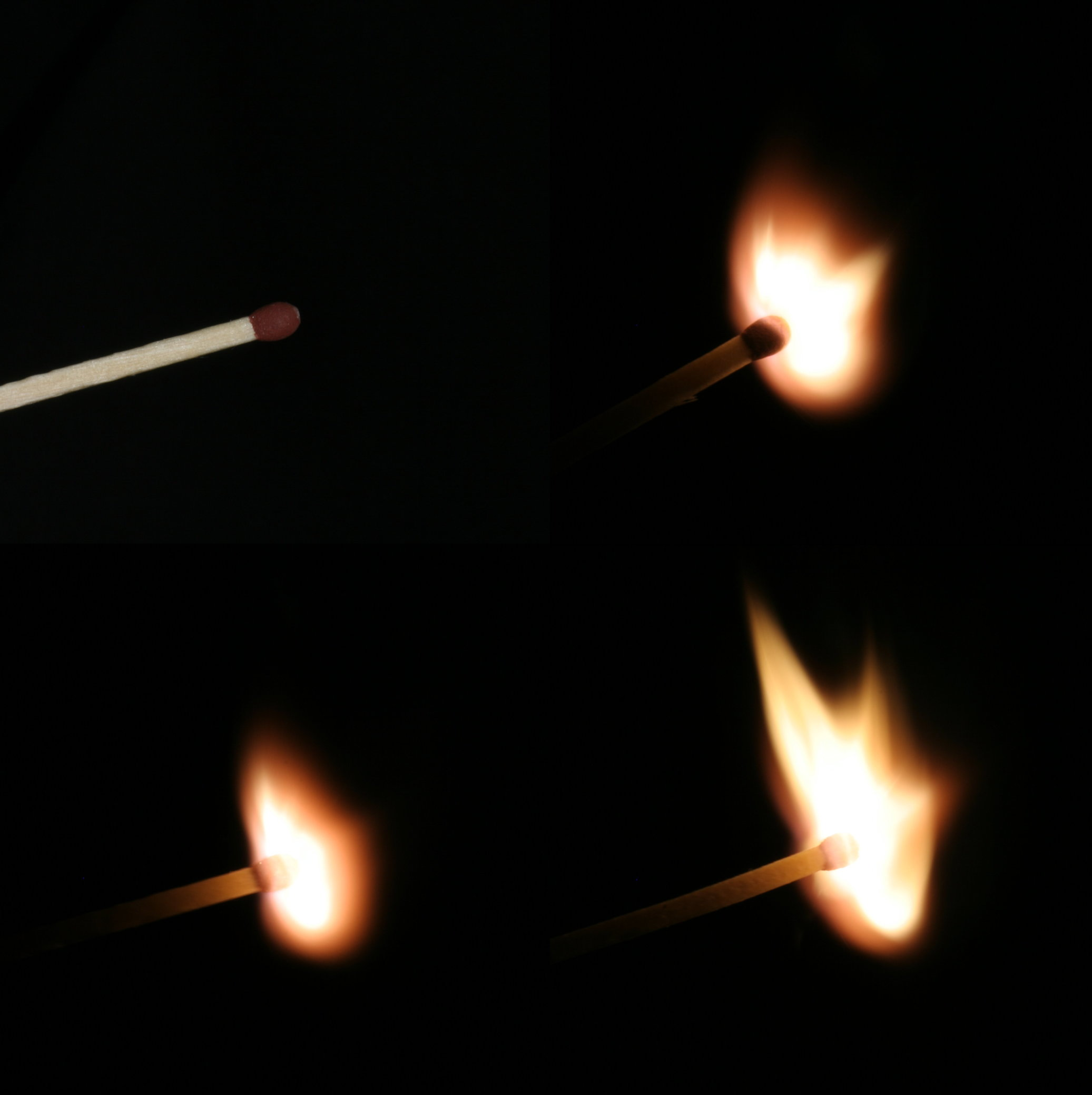
Quá trình đánh lửa của một que diêm.

Khả năng kiểm soát lửa là một sự thay đổi mạnh mẽ trong thói quen của con người thời tiền sử. Đốt lửa để tạo ra nhiệt và ánh sáng giúp con người có thể nấu thức ăn, đồng thời tăng sự đa dạng và sẵn có của các chất dinh dưỡng và giảm thiểu bệnh tật bằng cách giết chết các sinh vật trong thực phẩm sống. Nhiệt sinh ra cũng sẽ giúp con người giữ ấm trong thời tiết lạnh, cho phép họ sống ở vùng khí hậu lạnh hơn. Lửa cũng giúp đánh đuổi những kẻ săn mồi về đêm. Bằng chứng về thực phẩm nấu chín được tìm thấy từ 1,9 triệu năm trước, mặc dù có giả thuyết cho rằng lửa có thể được sử dụng với hình thức được kiểm soát khoảng 1 triệu năm trước. Bằng chứng trở nên phổ biến vào khoảng 50 đến 100 nghìn năm trước, cho thấy việc sử dụng lửa là thường xuyên từ thời điểm này; khả năng chống ô nhiễm không khí bắt đầu phát triển trong quần thể người tại một thời điểm tương tự. Việc sử dụng lửa ngày càng tinh vi hơn, với việc nó được sử dụng để tạo ra than củi và kiểm soát động vật hoang dã từ hàng chục ngàn năm trước.
Lửa cũng đã được sử dụng trong nhiều thế kỷ như một phương pháp tra tấn và hành quyết, bằng chứng là tử hình bằng cách đốt cũng như các thiết bị tra tấn như chiếc ủng sắt, có thể chứa đầy nước, dầu, hoặc thậm chí là chì và sau đó được nung nóng bằng ngọn lửa để người đeo nó phải chịu đau đớn.
Đến thời kỳ cách mạng đồ đá mới, và bắt đầu nền nông nghiệp dựa trên ngũ cốc, mọi người trên khắp thế giới đã sử dụng lửa như một công cụ trong quản lý cảnh quan. Những đám cháy này thường là các đám cháy được kiểm soát hoặc "đám cháy mát", trái ngược với "những đám cháy nóng" không được kiểm soát, và làm hỏng đất. Các đám cháy nóng tiêu diệt thực vật và động vật, và gây nguy hiểm cho cộng đồng. Điều này đặc biệt là một vấn đề trong các khu rừng ngày nay, nơi ngăn chặn việc đốt lửa kiểu truyền thống để khuyến khích sự phát triển của các loài cây gỗ. Các đám cháy mát thường được tiến hành vào mùa xuân và mùa thu. Chúng dọn dẹp các loài cỏ phát triển quá mức, đốt cháy sinh khối, thứ mà có thể gây ra hỏa hoạn nếu nó trở nên quá dày đặc. Các đám cháy lạnh này cung cấp nhiều môi trường hơn, khuyến khích việc săn bắn có thêm nhiều loại động vật và thực vật. Đối với con người, chúng làm cho những khu rừng trước đây quá rậm rạp giờ đây có thể đi qua được. Một cách sử dụng lửa khác của con người để quản lý cảnh quan là sử dụng nó để giải phóng mặt bằng cho nông nghiệp. Nông nghiệp canh tác nương rẫy vẫn còn phổ biến ở hầu hết các vùng nhiệt đới châu Phi, châu Á và Nam Mỹ. "Đối với người nông dân nhỏ, đó là một cách thuận tiện để dọn sạch các khu vực phát triển quá mức và giải phóng chất dinh dưỡng từ thảm thực vật thấm trở lại vào đất", Miguel Pinedo-Vasquez, nhà sinh thái học tại Trung tâm nghiên cứu và bảo tồn môi trường thuộc Viện Trái Đất cho biết. Tuy nhiên chiến lược hữu ích này cũng có vấn đề. Dân số ngày càng tăng, sự phân mảnh của rừng và khí hậu ấm lên đang làm cho bề mặt Trái Đất dễ bị cháy lớn hơn bao giờ hết. Những hệ thống này gây hại cho hệ sinh thái và cơ sở hạ tầng của con người, gây ra các vấn đề về sức khỏe và đẩy vào khí quyển các tinh thể carbon và bồ hóng có thể khuyến khích sự nóng lên của bầu khí quyển hơn - và do đó gây ra nhiều đám cháy hơn. Trên toàn cầu ngày nay, có tới 5 triệu km2 - một khu vực rộng hơn một nửa diện tích của Hoa Kỳ - bị đốt cháy mỗi năm.
Có rất nhiều ứng dụng hiện đại của lửa. Theo nghĩa rộng nhất của nó, lửa được hầu hết mọi người trên Trái Đất sử dụng trong một môi trường được kiểm soát mỗi ngày. Người sử dụng phương tiện động cơ đốt trong sử dụng lửa mỗi khi họ lái xe. Các nhà máy nhiệt điện cung cấp điện cho đa số nhân loại. 

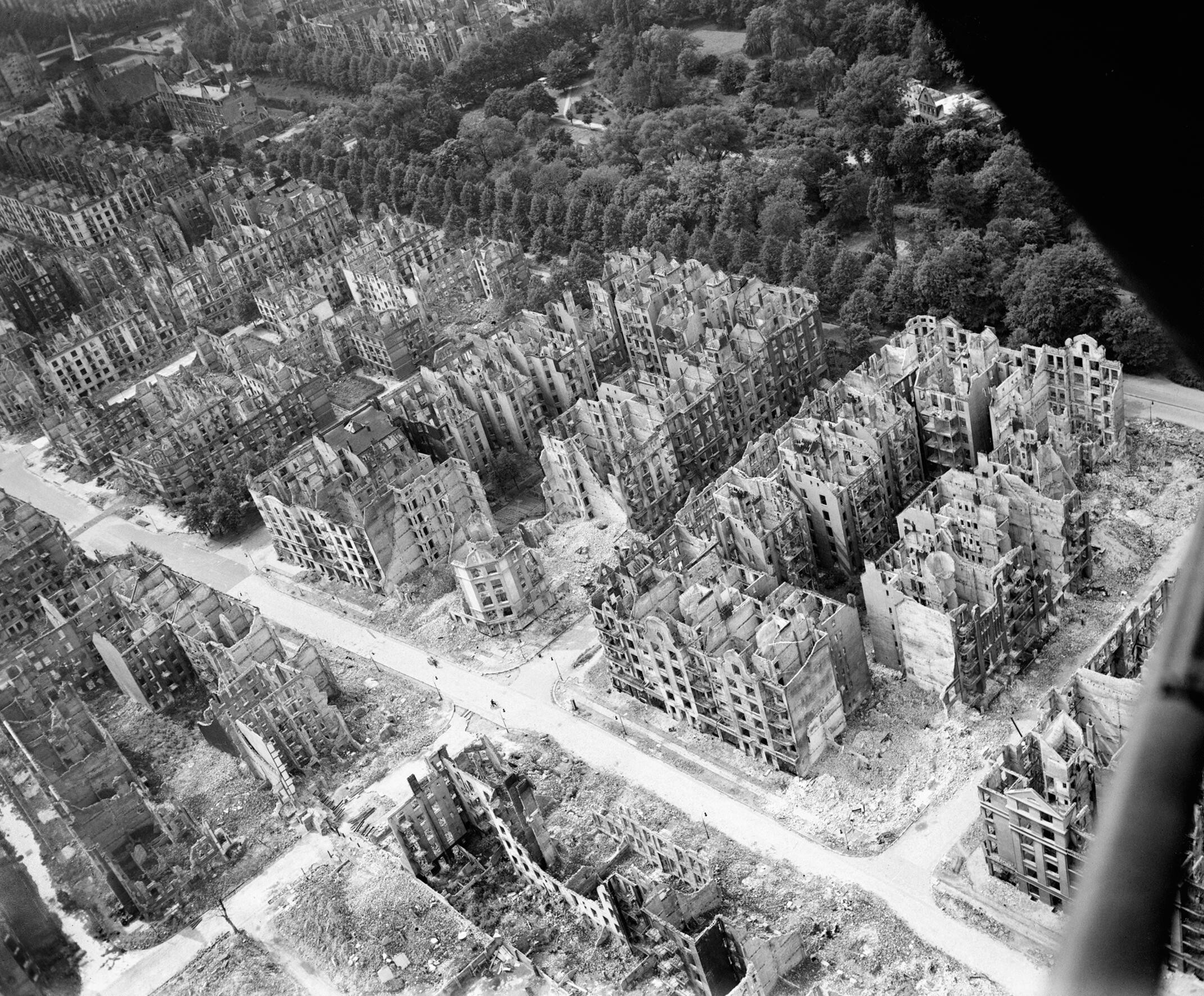
Hamburg sau bốn cuộc tấn công ném bom lửa vào tháng 7 năm 1943, ước tính đã giết chết khoảng 50.000 người.

Việc sử dụng lửa trong chiến tranh có một lịch sử lâu dài. Lửa là cơ sở của tất cả các vũ khí nhiệt cổ đại. Homer kể chi tiết về việc sử dụng lửa của những người lính Hy Lạp trốn trong một con ngựa gỗ để đốt cháy thành Troia trong cuộc chiến thành Troia. Sau đó, hạm đội Byzantine đã sử dụng hỏa lực Hy Lạp để tấn công tàu và người. Trong Chiến tranh thế giới thứ nhất, súng phun lửa hiện đại đầu tiên được sử dụng bởi bộ binh và được gắn thành công trên xe bọc thép trong Chiến tranh thế giới thứ hai. Trong cuộc chiến sau này, bom gây cháy đã được sử dụng bởi phe Trục và Đồng minh, đáng chú ý là ở Tokyo, Rotterdam, London, Hamburg và, nổi tiếng là tại Dresden; trong hai trường hợp sau, bão lửa đã cố tình gây ra trong đó một vòng lửa bao quanh mỗi thành phố đã được rút ra bên trong bởi một bản nháp gây ra bởi một đám cháy trung tâm. Không quân Quân đội Hoa Kỳ cũng sử dụng rộng rãi các mục tiêu chống lại các mục tiêu của Nhật Bản trong những tháng cuối của cuộc chiến, tàn phá toàn bộ các thành phố được xây dựng chủ yếu bằng gỗ và nhà giấy. Việc sử dụng napalm được sử dụng vào tháng 7 năm 1944, cho đến khi kết thúc Chiến tranh thế giới thứ hai; mặc dù việc sử dụng nó không thu hút được sự chú ý của công chúng cho đến Chiến tranh Việt Nam. Cocktail Molotov cũng được sử dụng.

### Dùng làm nhiên liệu
Đốt lửa cháy các nhiên liệu giải phóng năng lượng có thể sử dụng. Gỗ là nhiên liệu thời tiền sử, và vẫn còn tồn tại đến ngày nay. Việc sử dụng nhiên liệu hóa thạch, như dầu mỏ, khí đốt tự nhiên và than đá, trong các nhà máy điện cung cấp phần lớn điện năng của thế giới ngày nay; Cơ quan Năng lượng Quốc tế tuyên bố rằng gần 80% năng lượng của thế giới đến từ các nguồn này vào năm 2002. Ngọn lửa trong nhà máy điện được sử dụng để làm nóng nước, tạo ra hơi nước điều khiển tua-bin. Các tua bin sau đó quay một máy phát điện để sản xuất điện. Lửa cũng được sử dụng để cung cấp công cơ học trực tiếp, trong cả động cơ đốt trong và động cơ đốt ngoài.